# Stocktjärnen, Jämtland
Stocktjärnen är en sjö i Östersunds kommun i Jämtland och ingår i Indalsälvens huvudavrinningsområde.